# Луканівка (пам'ятка природи)
Лукані́вка — ботанічна пам'ятка природи місцевого значення в Україні. Розташована на території Кривоозерського району Миколаївської області, у межах Луканівської сільської ради.
Площа — 11 га. Перебуває у віданні ДП «Врадіївське лісове господарство» (Березківське лісництво, кв. 33, вид. 1). Статус надано згідно з рішенням Миколаївської обласної ради № 448 від 23.10.1984 року задля охорони зональних угруповань формацій.
Пам'ятка природи розташована на захід від села Луканівка.
Територія заповідного об'єкта слугує для збереження та охорони штучних насаджень дуба звичайного в межах нижніх надзаплавних терас та частини долинного схилу лівого берега річки Кодима.